# Meda dau doka
Meda dau doka o in inglese God Bless Fiji è l'inno nazionale ufficiale delle Figi.
Adottato come inno ufficiale nel 1970, è stato composto da Michael Francis Alexander Prescott.

## Testo ufficiale in lingua inglese
Blessing grant oh God of nations on the isles of Fiji

As we stand united under noble banner blue

And we honour and defend the cause of freedom ever

Onward march together

God bless Fiji
CHORUS:

For Fiji, ever Fiji, let our voices ring with pride

For Fiji, ever Fiji, her name hail far and wide,

A land of freedom, hope and glory, to endure what ever befall

May God bless Fiji

Forever more!
Blessing grant, oh God of nations, on the isles of Fiji

Shores of golden sand and sunshine, happiness and song

Stand united, we of Fiji, fame and glory ever

Onward march together

God bless Fiji.

## Testo ufficiale in lingua figiana
Meda dau doka ka vinakata na vanua

E ra sa dau tiko kina na savasava

Rawa tu na gauna ni sautu na veilomani

Biu na i tovo tawa savasava
CHORUS:

Me bula ga ko Viti

Ka me toro ga ki liu

Me ra turaga vinaka ko ira na i liuliu

Me ra liutaki na tamata

E na veika vinaka

Me oti kina na i tovo ca
Me da dau doka ka vinakata na vanua

E ra sa dau tiko kina na savasava

Rawa tu na gauna ni sautu na veilomani

Me sa biu na i tovo tawa yaga
Bale ga vei kemuni na cauravou e Viti

Ni yavala me savasava na vanua

Ni kakua ni vosota na dukadukali

Ka me da sa qai biuta vakadua